# Tasmanische Scheinulme
Die Tasmanische Scheinulme (Eucryphia lucida) ist eine in Tasmanien heimische Baumart aus der Gattung der Scheinulmen (Eucryphia) in der Familie Cunoniaceae. In Australien heißt der Baum Leatherwood.

## Verbreitung und Standort
Die Tasmanische Scheinulme ist auf ganz Tasmanien weit verbreitet, kommt aber vor allem im Westen der Insel vor, wo gemäßigter Regenwald vorherrscht. Der Baum braucht zum Gedeihen ein feucht-gemäßigtes Klima mit etwa 1500–2500 mm jährlichem Niederschlag und ist in Mitteleuropa nur eingeschränkt winterhart.
Fossile Pflanzenreste aus dem frühen Pleistozän, die am Regatta Point auf Tasmanien gefunden wurden, zeigen Ähnlichkeiten zur Tasmanischen Scheinulme.

## Beschreibung
Die Tasmanische Scheinulme erreicht etwa 25 Meter Wuchshöhe. Manche Exemplare sind mit 2 bis 10 Metern Wuchshöhe aber eher große Büsche als Bäume.
Die kleinen grünen, glänzenden Blätter haben eine schmale, elliptische Form und sind etwa 2 bis 4 Zentimeter lang. Die weißen Blüten mit etwa 2,5 bis 4 Zentimeter Durchmesser bestehen aus vier Blütenblättern. Sie erscheinen im Frühjahr bis Sommer und verströmen einen intensiven Duft.
Die Chromosomenzahl beträgt 2n = 30.

## Nutzung
- Das harte Holz wird zum Bau von Musikinstrumenten, wie zum Beispiel Gitarren, genutzt.
- Bienen erzeugen aus dem Nektar einen Honig, der Farben von dunkelgelb-cremig bis braun-klar hat. In der deutschen Honigverordnung bestehen Ausnahmen bei dem Saccharosegehalt u. a. für den Leatherwood-Honig. Er darf bis 10 g Saccharose pro 100 g Honig enthalten.[3]
- Es existieren zahlreiche Kreuzungen mit anderen Arten der Scheinulme, die landwirtschaftlich genutzt werden.